# آلکساندر هاروتیونوف
آلکساندر ایوانی هاروتیونوف (هاروتیونیان) (ارمنی: Ալեքսանդր Իվանի Հարությունով؛  زادهٔ ۳ ژانویهٔ ۱۹۰۴ - درگذشته ۵ ژوئن ۱۹۷۵) جراح، استاد اهل ارمنستان بود.

## زندگی‌نامه
وی در ۱۶ ژانویهٔ [سبک قدیمی: ۳ ژانویهٔ] ۱۹۰۴ در ایروان به دنیا آمد و از دانشگاه دولتی روستوف (۱۹۲۹) فارغ‌التحصیل گشت. همچنین برندهٔ جوایزی همچون قهرمان کار سوسیالیست (۱۹۷۴)، نشان لنین (۱۹۶۴ و ۱۹۷۴)، نشان ستاره سرخ (۱۹۴۰)، نشان پرچم سرخ کار (۱۹۶۱ و ۱۹۷۱)، نشان پرچم سرخ (۱۹۴۲ و ۱۹۴۴) و دانشمند شایسته اوکرین شوروی (۱۹۵۴) شده است. وی در ۵ ژوئن ۱۹۷۵ در سن ۷۱ سالگی در مسکو درگذشت و در گورستان نووودویچی به خاک سپرده شد.

## یادداشت
1. ↑  բժշկական գիտությունների դոկտոր
2. ↑  Institute of Neurosurgery named for A.P. Romodanov at the National Academy of Sciences of Ukraine
3. ↑  Burdenko Neurosurgery Institute
4. ↑  دانشگاه فدرال جنوبی